# Jean Delvin

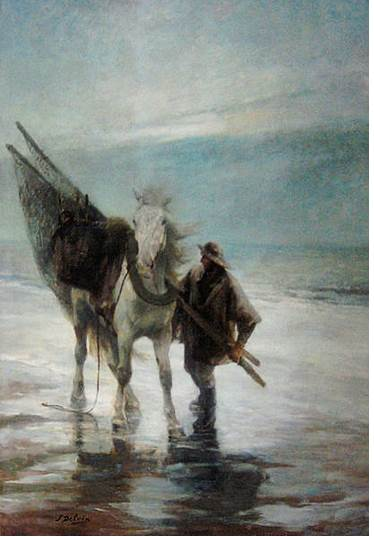
Garnaalvissers te Koksijde, schilderij door Jean Delvin (1853-1922); Nationaal Visserijmuseum, Oostduinkerke.

Jean Delvin (Jean-Joseph Delvin) (Gent, 1853 – 1922) was een Belgisch kunstschilder.

## Levensloop
Hij was leerling van de Gentse Kunstacademie (bij Théodore-Joseph Canneel) en van het vrij atelier van Jean Portaels in Brussel. Medestudenten waren daar onder meer André Cluysenaar, Jacques de Lalaing en Fernand Scribe. Hij ondernam studiereizen in Frankrijk en Spanje.
Op 28 oktober 1883 behoorde hij tot de 13 stichtende leden van “Les XX” samen met Frantz Charlet, Paul Du Bois, James Ensor, Charles Goethals, Fernand Khnopff, Périclès Pantazis, Frans Simons, Gustave Vanaise, Theo Van Rysselberghe, Guillaume Van Strydonck, Theodoor Verstraete en Guillaume Vogels. Maar in 1886 stapte hij uit de vereniging. Later was hij ook lid van “La Libre Esthétique” en van “Kunst van Heden” in Antwerpen (vanaf 1905).
Hij werd leraar, later directeur (1902-1913) van de Kunstacademie in Gent.
Vernoemenswaardige leerlingen van Delvin waren Robert Aerens, Albert Baertsoen, Oscar Colbrandt, Oscar De Clerck, Alfons De Cuyper, Gustave De Smet, Leon De Smet, Frans Masereel, George Minne, Emile Thysebaert, Jules Van de Veegaete, Geo Verbanck en Jos Verdegem.  Hij schilderde voornamelijk taferelen met figuren en dieren.
Delvin deelde een tijdlang een atelier met Gustave Den Duyts in een tuinhuis in de Drabstraat. Hij woonde in de Rooigemlaan 282 in Gent.

## Tentoonstellingen
- 1883, Salon Gent
- 1894, Gent, Cercle Artistique et Littéraire
- 1898, Gent, Cercle Artistique et Littéraire
- 1902, Gent, Cercle Artistique et Littéraire
- 1908, Berlijn, Ausstellung Belgischer Kunst : “Karren”
- 1902, Salon van La Libre Esthétique
- 1922, Salon 1922 Gent: retrospectieve
- 1989, Museum voor Schone Kunsten Gent, "De vrienden van Scribe"
- 2010, Museum voor Schone Kunsten Gent: Dossiertentoonstelling naar aanleiding van de 260ste verjaardag van de Koninklijke Academie voor Schone Kunsten.

## Belangrijkste werken

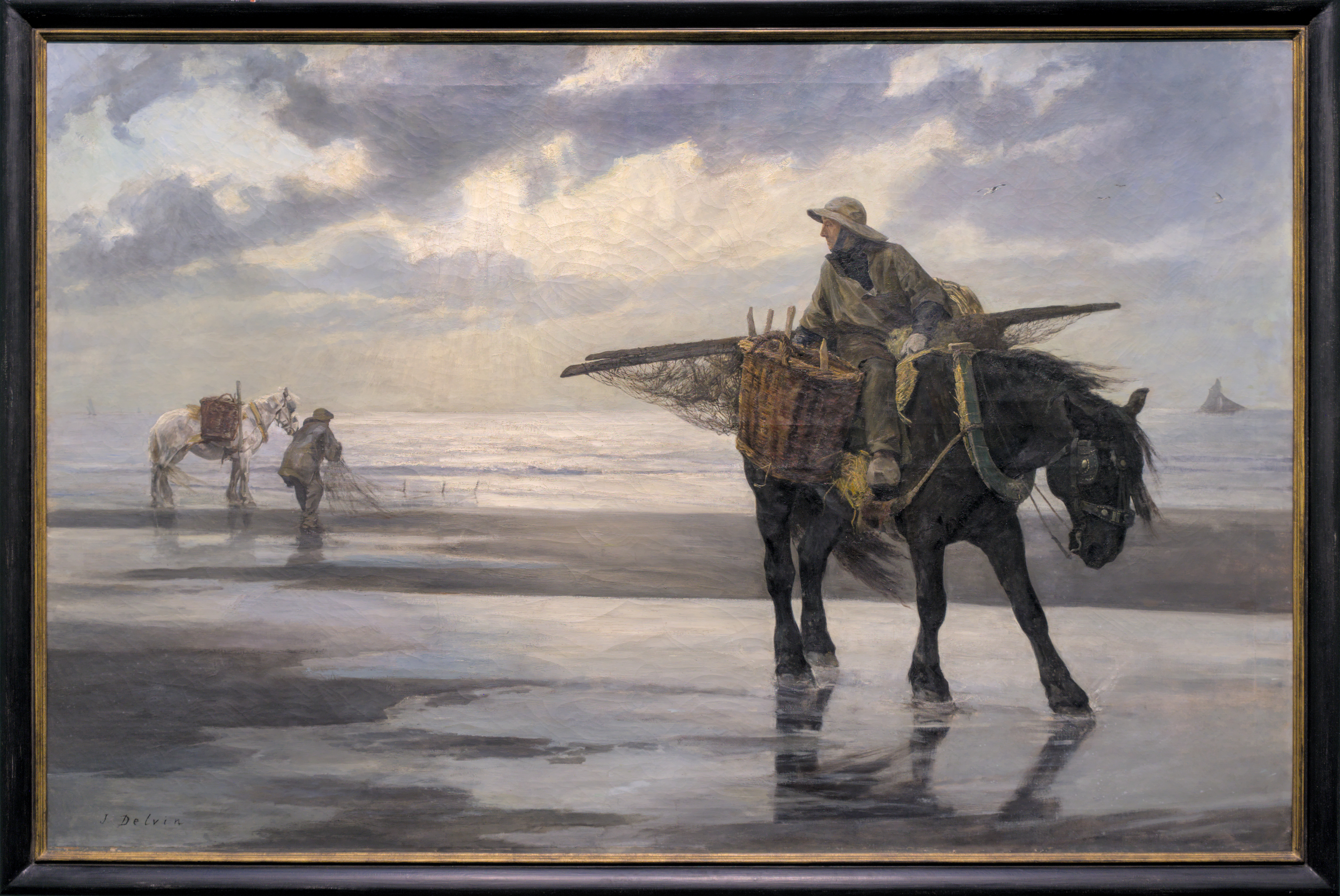
Garnaalvissers te Nieuwpoort

- Slachtoffer, Brussel, Koninklijke Musea voor Schone Kunsten van België
- Zelfportret, 1876, Gent, Museum voor Schone Kunsten
- Garnaalvissers te Nieuwpoort, 1883, Gent, Museum voor Schone Kunsten
- Duiveluitdrijving, 1880, Gent, Museum voor Schone Kunsten
- Paardengevecht, 1902, Gent, Museum voor Schone Kunsten
- Corrida, 1909,  Gent, Museum voor Schone Kunsten